# Vanclans
Vanclans ist eine Ortschaft und eine Commune déléguée in der Gemeinde Les Premiers Sapins mit 213 Einwohnern (Stand: 1. Januar 2019) im französischen Département Doubs in der Region Bourgogne-Franche-Comté.

## Geographie
Vanclans liegt auf 720 m, sechs Kilometer südlich von Valdahon und etwa 29 Kilometer südöstlich der Stadt Besançon (Luftlinie). Das Dorf erstreckt sich im Jura, in einer Mulde am südlichen Rand des Plateaus von Valdahon, dem sogenannten ersten Plateau des Juras, am Rand der ersten hohen Juraketten.
Die Fläche des 9,60 km² großen Gemeindegebiets umfasst einen Abschnitt des französischen Juras. Der nördliche Teil des Gebietes wird vom nur schwach reliefierten Hochplateau von Valdahon eingenommen, das durchschnittlich auf 720 m liegt. Es ist hauptsächlich von Acker- und Wiesland bestanden. Mit Ausnahme eines kleinen Rinnsals, das im Bereich des Dorfes entspringt, aber schon nach kurzer Laufstrecke wieder im Untergrund verschwindet, besitzt das Plateau keine oberirdischen Fließgewässer, weil das Niederschlagswasser im verkarsteten Untergrund versickert. Nach Südosten erstreckt sich das Gemeindeareal in das deutlich stärker reliefierte Gebiet der ersten hohen Jurazüge. Es umfasst eine Reihe von mehrheitlich parallel verlaufenden, überwiegend bewaldeten Kämmen der Höhen von Cicon und reicht im Osten in das Waldgebiet des Bois du Roi. Mit 978 m wird auf einer Kuppe oberhalb der Hochfläche La Vêche die höchste Erhebung von Vanclans erreicht.
Nachbarorte von Vanclans sind Étray und Rantechaux im Norden, Passonfontaine im Osten sowie Nods im Süden und Westen.

## Geschichte
Die Burg Cicon wurde im 10. Jahrhundert erbaut und bildete im Mittelalter eine bedeutende Herrschaft, zu der neben Vanclans verschiedene Dörfer des Plateaus von Valdahon gehörten. Die Burg wurde 1479 von Truppen des Königs Ludwig XI. eingenommen und zerstört. Zusammen mit der Franche-Comté gelangte Vanclans mit dem Frieden von Nimwegen 1678 an Frankreich.
Mit dem 1. Januar 2009 wurde die Arrondissementszugehörigkeit der Gemeinde geändert. Bislang zum Arrondissement Besançon gehörend, kamen alle Gemeinden des Kantons zum Arrondissement Pontarlier.
Die Gemeinde Vanclans wurde mit Wirkung vom 1. Januar 2016 mit Nods, Athose, Chasnans, Hautepierre-le-Châtelet und Rantechaux zur Commune nouvelle Les Premiers Sapins zusammengelegt.

## Sehenswürdigkeiten

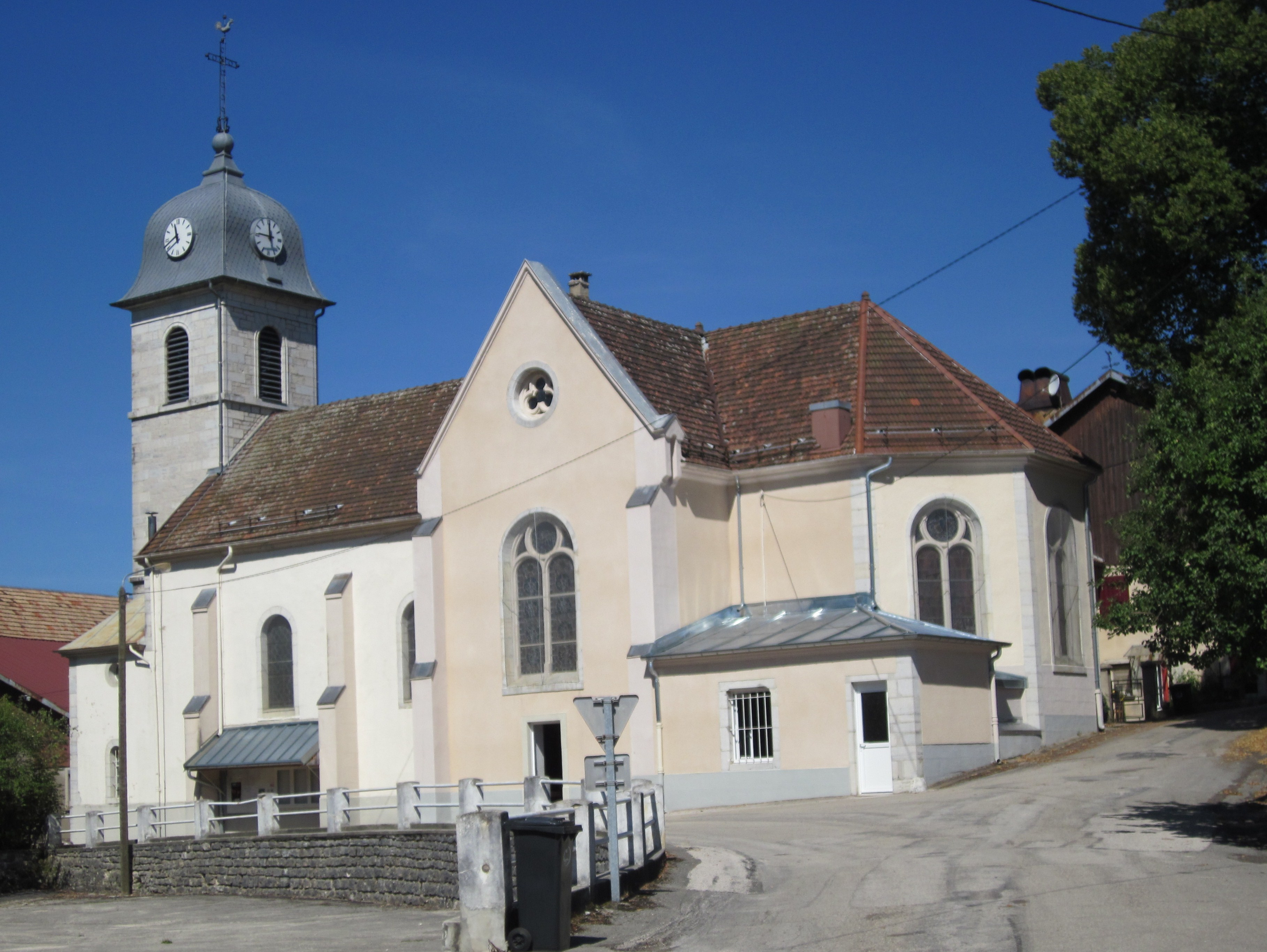
Kirche Notre-Dame-des-Anges

Die Dorfkirche wurde im 18. Jahrhundert errichtet. Im Ortskern sind verschiedene typische Bauernhäuser im charakteristischen Stil der Franche-Comté aus dem 17. bis 19. Jahrhundert erhalten. Auf einem felsigen Vorsprung am westlichen Rand eines Höhenzuges oberhalb des Dorfes befinden sich die Ruinen der ehemaligen Burg Cicon.

## Bevölkerung
| Bevölkerungsentwicklung | Bevölkerungsentwicklung |
| Jahr                    | Einwohner               |
| ----------------------- | ----------------------- |
| 1962                    | 223                     |
| 1968                    | 245                     |
| 1975                    | 248                     |
| 1982                    | 201                     |
| 1990                    | 172                     |
| 1999                    | 171                     |
| 2004                    | 199                     |
| 2016                    | 222                     |

Mit zuletzt 210 Einwohnern (Stand 1. Januar 2013) gehörte Vanclans zu den kleinen Gemeinden des Départements Doubs. Nachdem die Einwohnerzahl in der ersten Hälfte des 20. Jahrhunderts markant abgenommen hatte (1886 wurden noch 350 Personen gezählt), wurden seit Beginn der 1980er Jahre nur noch geringe Schwankungen verzeichnet.

## Wirtschaft und Infrastruktur
Vanclans war bis weit ins 20. Jahrhundert hinein ein vorwiegend durch die Landwirtschaft (Ackerbau, Obstbau und Viehzucht) und die Forstwirtschaft geprägtes Dorf. Daneben gibt es heute einige Betriebe des lokalen Kleingewerbes. Mittlerweile hat sich das Dorf auch zu einer Wohngemeinde gewandelt. Viele Erwerbstätige sind Wegpendler, die in den größeren Ortschaften der Umgebung ihrer Arbeit nachgehen.
Die Ortschaft ist verkehrstechnisch gut erschlossen. Sie ist vom an der RN 57 liegenden Nods über eine Départementsstraße erreichbar. Weitere Straßenverbindungen bestehen mit Valdahon, Épenoy und Rantechaux.